# Rhymers' Club
De Rhymers' Club was de benaming voor een groep jonge Engelse schrijvers aan het eind van de negentiende eeuw die ontstond als een soort van sociëteit en bijeenkwam in een pub genaamd Ye Old Cheshire Cheese in een zijstraat van Fleet Street in de City of London, waar men zich niet alleen onledig hield met eten, drinken en roken, maar zich ook wijdde aan de poëzie.
De groep kwam in verschillende samenstellingen bijeen tussen 1890 en 1904 en beschouwde Oscar Wilde als mentor. De laatste heeft ook diverse zittingen van de groep in privéhuizen bijgewoond. De bekendste representant van de groep was William Butler Yeats.
Twee bundels kwamen uit dit gezelschap voort, in 1892 en 1894, getiteld The Books of the Rhymers' Club.